# لنگریستیولوس
لنگریستیولوس (به انگلیسی: Llangristiolus) یک منطقهٔ مسکونی در بریتانیا است که در انگلسی واقع شده‌است. لنگریستیولوس ۱٬۳۵۷ نفر جمعیت دارد.